# Peter Kurer
Peter Kurer (* 28. Juni 1949 in Zürich) ist ein Schweizer Manager und Wirtschaftsanwalt. Er war ab 2002 Mitglied der UBS-Konzernleitung und von April 2008 bis April 2009 als Nachfolger von Marcel Ospel UBS-Verwaltungsratspräsident. Von 2016 bis 2020 war er Verwaltungsratspräsident von Sunrise Communications.

## Leben
Das Gymnasium besuchte Peter Kurer im Jesuitenkolleg in Feldkirch (Vorarlberg) und am Kapuzinerkolleg in Appenzell (Schweizer Maturität Typus A). Danach absolvierte er an der Universität Zürich ein Jurastudium mit Vertiefung Staats- und Verwaltungsrecht, das er mit dem Doktorat abschloss. Peter Kurer ist Inhaber des Zürcher Rechtsanwaltspatents. Zudem verfügt er über einen Master of Law (LL.M.) der University of Chicago. Neben dem Studium war Peter Kurer als Journalist tätig, unter anderem für die Neue Zürcher Zeitung (NZZ).
Zunächst war er juristischer Sekretär am Zürcher Bezirksgericht. Von 1980 bis 1990 war er bei Baker & McKenzie in Zürich tätig, zunächst als Associate, dann als Partner. Von 1991 bis 2001 war Peter Kurer leitender Partner der Homburger Rechtsanwälte in Zürich.
Kurer leitete 1996 die Fusion der beiden ehemaligen Basler Pharma- und Chemieunternehmen Ciba-Geigy und Sandoz zur Novartis. Er begleitete juristisch bei der damaligen SAirGroup die komplizierten Verträge im Zusammenhang mit Beteiligungen an ausländischen Fluggesellschaften, wie Sabena oder TAP Air Portugal. Kurer war massgeblich beteiligt am Grounding der Swissair. Die Rahmenbedingungen im Plan Phoenix waren darauf ausgerichtet, dass die Swissair den Flugbetrieb nicht über den 2. Oktober 2001 hinaus aufrechterhalten konnte.
2011 hatte Kurer mehrere Unternehmens- und Finanzberatungsmandate und hielt weltweit Vorträge vor Geschäftsleuten und Politikern.
Von April 2016 bis April 2020 war er Verwaltungsratspräsident von Sunrise Communications. Nach der gescheiterten Übernahme 2019 von UPC Schweiz durch Sunrise aufgrund Widerstand von Aktionären, kündigte Kurer Anfang 2020 an, bei der Generalversammlung von April 2020 nicht mehr zur Wiederwahl zur Verfügung zu stehen. Nachfolger wurde Thomas D. Meyer. Sunrise-Konzernchef Olaf Swantee trat per sofort zurück.
Kurer ist verheiratet, Vater von drei erwachsenen Kindern und wohnt in Herrliberg.